# Forêt de Saint-Germain (Yonne)
Pour les articles homonymes, voir Forêt de Saint-Germain.
La forêt de Saint-Germain est une forêt située dans le département de l'Yonne.

## Situation
D'une superficie d'environ 2 500 hectares (25 kilomètres carrés), la forêt s'étend sur 6 communes :
- le sud de Seignelay
- le sud d'Héry
- le sud de Rouvray
- l'ouest de Montigny-la-Resle
- le nord de Villeneuve-Saint-Salves
- le nord-est de Gurgy[1]

Son altitude minimum est de 115 m dans la vallée des Vieux Rus vers les Usages d'Héry. 
Le point le plus élevé est partagé entre Seignelay et Héry, avec 192 m d'altitude à 940 au sud-ouest de la Chapelle de la Pitié.